# 马希·拉赫曼
马希•拉赫曼 (英语:Mashiur Rahman) (1924年-1979年) 是孟加拉国前和代理总理。

## 早年经历
马希·拉赫曼1924年出生于英属印度朗布尔县。1962年当选巴基斯坦国家委员会（National Council of Pakistan）成员。1963年因参与反对政府运动而被捕。